# Haswell (Durham)
Haswell is een civil parish in het bestuurlijke gebied Durham, in het Engelse graafschap Durham. 

## Geboren in Haswell
- Tom Simpson (1937-1967), wielrenner